# Cole Konrad

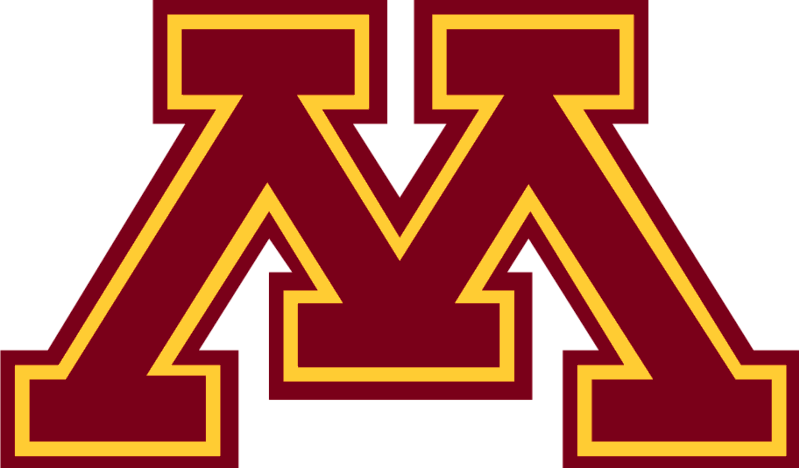
Zawodnik Minnesota Golden Gophers

Cole Konrad Marshall (ur. 2 kwietnia 1984 w Appleton) – amerykański zapaśnik. Złoty medalista mistrzostw panamerykańskich w 2005. Trzeci na akademickich mistrzostwach świata w 2006. Od 2010 roku walczył w zawodowym MMA. Wygrał dziewięć walk. W 2013 ogłosił koniec kariery.
Zawodnik Freedom High School z Freedom i University of Minnesota. Cztery razy All-American (2004–2007) w NCAA Division I, pierwszy w 2006 i 2007; drugi w 2005; czwarty w 2004 roku.